# Ботев 1912 (стадіон)
Футбольний комплекс «Ботев 1912» (болг. Футболен комплекс Ботев 1912) — футбольний комплекс у місті Пловдив, Болгарія. На головному стадіоні комплексу є трибуна, яка може вмістити 2000 глядачів. Є навчальною базою молодіжної та ветеранської команди футбольного клубу «Ботев», а з 2014 року тимчасово грає і перша команда на час реконструкції свого стадіону.

## Історія
Будівництво комплексу розпочалося 13 червня 2012 року, а відкриття відбулося 18 вересня 2013 року. Починаючи з початку 2014 року, у зв'язку з реконструкцією стадіону «Христо Ботев», перша команда «Ботева» стала тимчасово проводити свої домашні матчі на цьому комплексі. Втім вже влітку реконструкція була припинена через фінансові проблеми і клуб змушений грати на «Ботев 1912» тривалий час, через що у 2016 році головний стадіон комплексу обладнали освітлювальними щоглами.
У 2017 році інший місцевий клуб «Мариця» вийшов до другого дивізіону і оскільки їх стадіон не отримав ліцензію на проведення професіональних футбольних матчів, то сезон 2017/18, вони теж провели на комплексі «Ботев 1912», за результатами якого вилетіли в нижчий дивізіон і повернулись на рідну арену.

## Опис
Комплекс включає загалом шість полів, два з яких мають штучну поверхню, перше — стандартного розміру, а друге — довжиною 40 на 50 метрів. Поверхня решти чотирьох полів з натуральної трави. Три з них стандартного розміру, а четверте — 90 на 50 метрів. Поруч із одним із полів розміщується трибуна, що вміщає 2 000 глядачів, і складається з двох рівнів. Перший містить дві, роздягальні, тренажерний зал, навчальні зали, кімнати для суддів, роздягальні, кабінет лікаря, масажний кабінет та залу для прес-конференції, а другий — фаншоп та кафетерій. Також у комплексі є власний готель.